# Open Heart
Open Heart è un film documentario del 2013 di Kief Davidson. È stato candidato per l'Oscar al miglior cortometraggio documentario.

## Trama
Otto bambini ruandesi lasciano le loro famiglie per dirigersi in Sudan, alla ricerca di un centro  di cardiochirurgia ad alto rischio situato a Khartoum, costruito e gestito da Emergency. Il documentario mostra gli sforzi intrecciati di due dottori: Emmanuel Rusingiza, uno degli unici due cardiologi pediatrici di tutta la Ruanda, e Gino Strada, capo chirurgo del centro "Salam" di cardiochirurgia, che lotta per salvare il suo ospedale, l'unico posto in tutta l'Africa che offre cure cardiochirurgiche gratuite.